# Équipe cycliste China Liv Pro Cycling
L'équipe cycliste China Liv Pro Cycling est une équipe cycliste féminine chinoise. Elle est créée en 2007 avec une licence basée à Hong Kong.

## Classements UCI
Ce tableau présente les places de l'équipe au classement de l'Union cycliste internationale en fin de saison, ainsi que la meilleure cycliste au classement individuel de chaque saison.
| Année | Classement par équipes | Meilleure coureuse au classement individuel |
| 2007  | 15e                    | Meng Lang (46e)                             |
| 2008  | 18e                    | Li Meifang (52e)                            |
| 2009  | 20e                    | Na Zhao (85e)                               |
| 2010  | 23e                    | Xin Liu (151e)                              |
| 2011  | 26e                    | Wan Yiu Jamie Wong (209e)                   |
| 2012  | 22e                    | Xin Liu (53e)                               |
| 2013  | 25e                    | Xiao Hui Liu (108e)                         |
| 2014  | 29e                    | Xiu Jie Jiang (201e)                        |
| 2015  | 26e                    | Zhao Juan Meng (78e)                        |
| 2016  | 37e                    | Yixian Pu (149e)                            |
| 2017  | 37e                    | Yixian Pu (207e)                            |
| 2018  | 37e                    | Yixian Pu (123e)                            |
| 2019  | 40e                    | Yixian Pu (250e)                            |
| 2020  | 37e                    | Jiali Liu (701e)                            |
| 2021  | -                      | -                                           |

## Victoires principales

### Compétitions internationales
Cyclisme sur piste
- Championnats d'Asie : 
  - Scratch : 2012, 2013 (Wan Yiu Jamie Wong)
  - Poursuite par équipes : 2014 (Dong Yan Huang)
  - Scratch : 2014 (Dong Yan Huang)
- Championnats d'Asie de l'Est : 
  - Poursuite individuelle : 2013 (Dong Yan Huang)

### Championnats nationaux
Cyclisme sur route
- Championnats de Chine sur route : 1
  - Course en ligne : 2007 (Na Zhao)
  - Contre-la-montre : 2007 (Meifang Li)
- Championnats de Hong Kong sur route : 1
  - Course en ligne : 2011, 2013 (Wan Yiu Jamie Wong), 2015 et 2016 (Zhao Juan Meng)
  - Contre-la-montre : 2013, 2014 (Wan Yiu Jamie Wong)

Cyclisme sur piste
- Championnats de Chine sur piste : 1
  - Omnium : 2015 (Yuanyuan Tian)
  - Poursuite par équipes : 2015 (Wan Tong Wang, Dong Yan Huang)
- Championnats de Hong Kong sur piste : 1
  - Poursuite individuelle : 2013 (Wan Yiu Jamie Wong)
  - Poursuite par équipes : 2013 (Wan Yiu Jamie Wong)
  - Scratch : 2015 (Zhao Juan Meng)
  - Vitesse : 2015 (Zhao Juan Meng)
  - Keirin : 2015 (Zhao Juan Meng)
  - Vitesse par équipes : 2015 (Zhao Juan Meng)

## Encadrement
De 2007 à 2012, Shen Jin Kang est le gérant de l'équipe. De 2007 à 2014, Chan Shu Kiu est le représentant de l'équipe auprès de l'UCI. Wu Wei Pei est adjoint à la gestion depuis la création de l'équipe. Zhang Jie l'est de 2007 à 2012. Ce même poste est également occupé par Shen Wei de 2007 à 2008 puis en 2012 et par Zhao Xia en 2007.
En 2013, Yao Zhend Quan devient le directeur sportif de l'équipe. Il est assisté de Zhang Yong Zhe. L'année suivante, ils échangent leurs rôles. En 2015, Yao Zhend Quan devient également représentant de l'équipe auprès de l'UCI. En 2016, Li Wen Kai et Song Gua Qiang deviennent directeurs sportifs adjoints. 

## Partenaires
La marque de cycles Giant, puis sa marque Liv, est partenaire de l'équipe depuis sa création. L'île de Chongming apporte son soutien à partir de 2011. Enfin le fabricant de vêtements cyclistes Champion System devient partenaire en 2014.

## China-Liv en 2022

### Effectif
| Effectif 2022 | Effectif 2022     | Effectif 2022 | Effectif 2022     |
| Cycliste      | Date de naissance | Pays          | Équipe précédente |
| ------------- | ----------------- | ------------- | ----------------- |
| Siyi Chen     | 30 janvier 2002   | Chine         |                   |
| Cui Yuhang    | 29 mai 2001       | Chine         |                   |
| Feng Lin      | 1997              | Chine         |                   |
| Siying Lu     | 4 novembre 1996   | Chine         |                   |
| Lijie Pei     | 14 mai 2000       | Chine         |                   |
| Wu Peixiao    | 27 août 1996      | Chine         |                   |
| Jiaxi Xiao    | 27 juillet 1999   | Chine         |                   |
| Yang Qianyu   | 7 mars 1993       | Hong Kong     |                   |
|               |                   |               |                   |
| Source : UCI  |                   |               |                   |

### Classement mondial
| Classement UCI | Classement UCI | Classement UCI | Classement UCI |
| Coureuse       | Coureuse       | Pays           | Points         |
| -------------- | -------------- | -------------- | -------------- |